# うらうちない川
うらうちない川（うらうちないがわ）は、北海道札幌市豊平区を流れる石狩川水系ラウネナイ川支流の小さな河川である。長さは3.4km。
川の名の由来は、アイヌ語のウライ・ウシ・ナイ（簗がある川）。

## 地理
北海道札幌市豊平区羊ケ丘の羊ヶ丘展望台の南の丘から流れ出て、細かく蛇行しながら北に向かって流れる。福住3条10丁目から住宅地を流れ始め、札幌ドーム前広場で暗渠に入り、札幌ドームの敷地内北端から開渠になる。国道36号を同様に地下で抜け、豊平区月寒東2条16丁目でラウネナイ川に合流する。
流域の大部分は、福住地区の住宅地で、上流の一部が羊ケ丘、下流の一部が豊平区月寒東にある。大半はコンクリートで護岸されているが、福住小川公園と札幌ドームでは、石垣で護岸が整備されている。福住小川公園では水辺に近づくことができる。

## 管轄
国道36号からラウネナイ川合流点までの約200mの部分は国土交通大臣の管轄する一級河川だが、北海道知事に権限の一部が委託される「指定区間」になっている。これより上流の3.2kmは札幌市長の管轄で、準用河川扱いとなっている。

## 橋梁
- 展望台横6号橋
- （橋）
- 四涅橋（福住桑園通、北海道道82号西野真駒内清田線）
- （橋）
- 福住公園南橋
- 福住公園北橋
- みどり橋
- 第一アカシヤ橋
- （人道橋）
- アカシヤ橋
- （橋）
- アカシヤ三条橋
- むつみはし
- うらうちない第5号橋
- 福二橋
- 福一橋
- 福羊橋 （羊ヶ丘通）
- 六軒橋
- 萱野橋
- 南羊8号橋
- 南羊1号橋
- 南羊2号橋
- 南羊3号橋（福住小川公園内の人道橋）
- 南羊4号橋
- 南羊5号橋
- 南羊6号橋
- 南羊7号橋
- 羊ヶ丘3号橋
- 羊ヶ丘1号橋

## ギャラリー

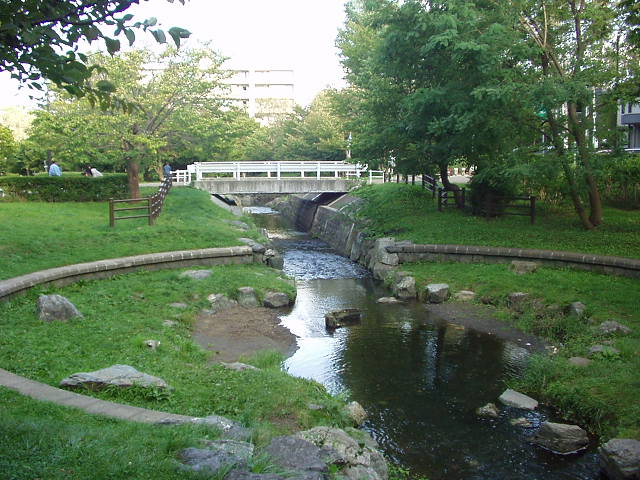
福住小川公園（2004年9月25日撮影）
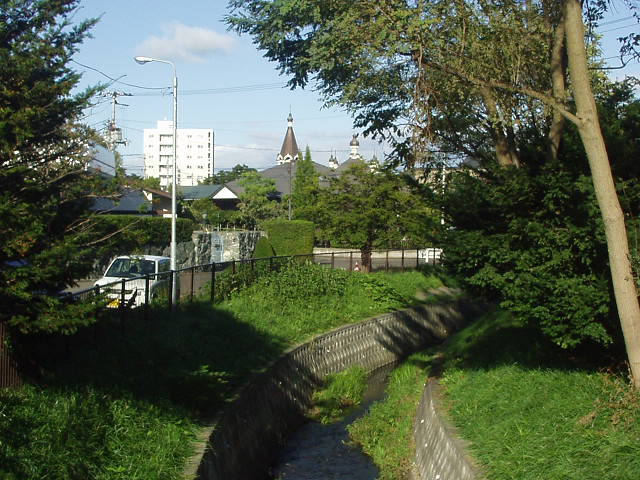
住宅地を流れる「うらうちない川」（南羊1号橋、2004年9月25日撮影）
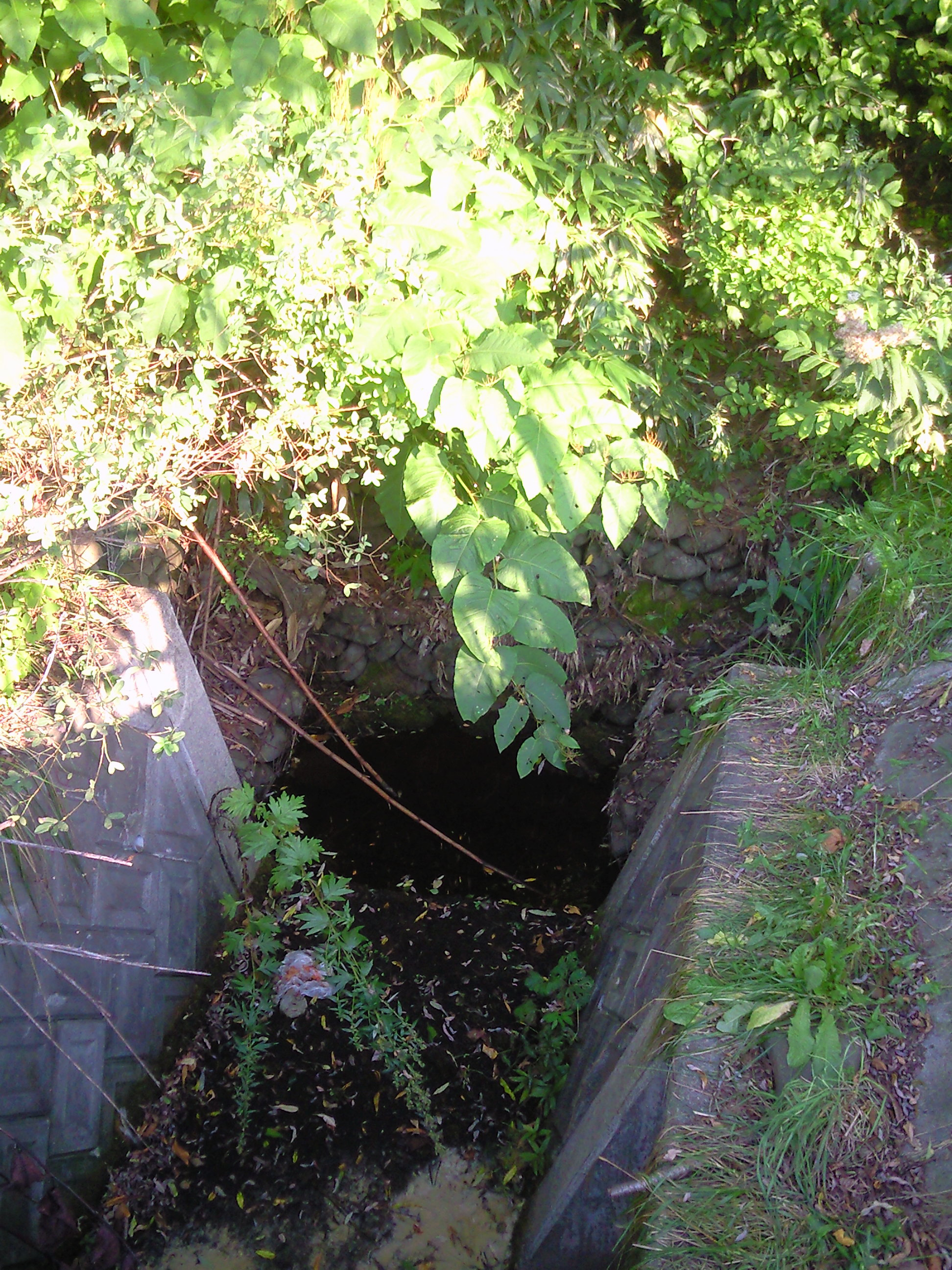
福住3条10丁目から見る「うらうちない川」（2008年9月18日撮影）
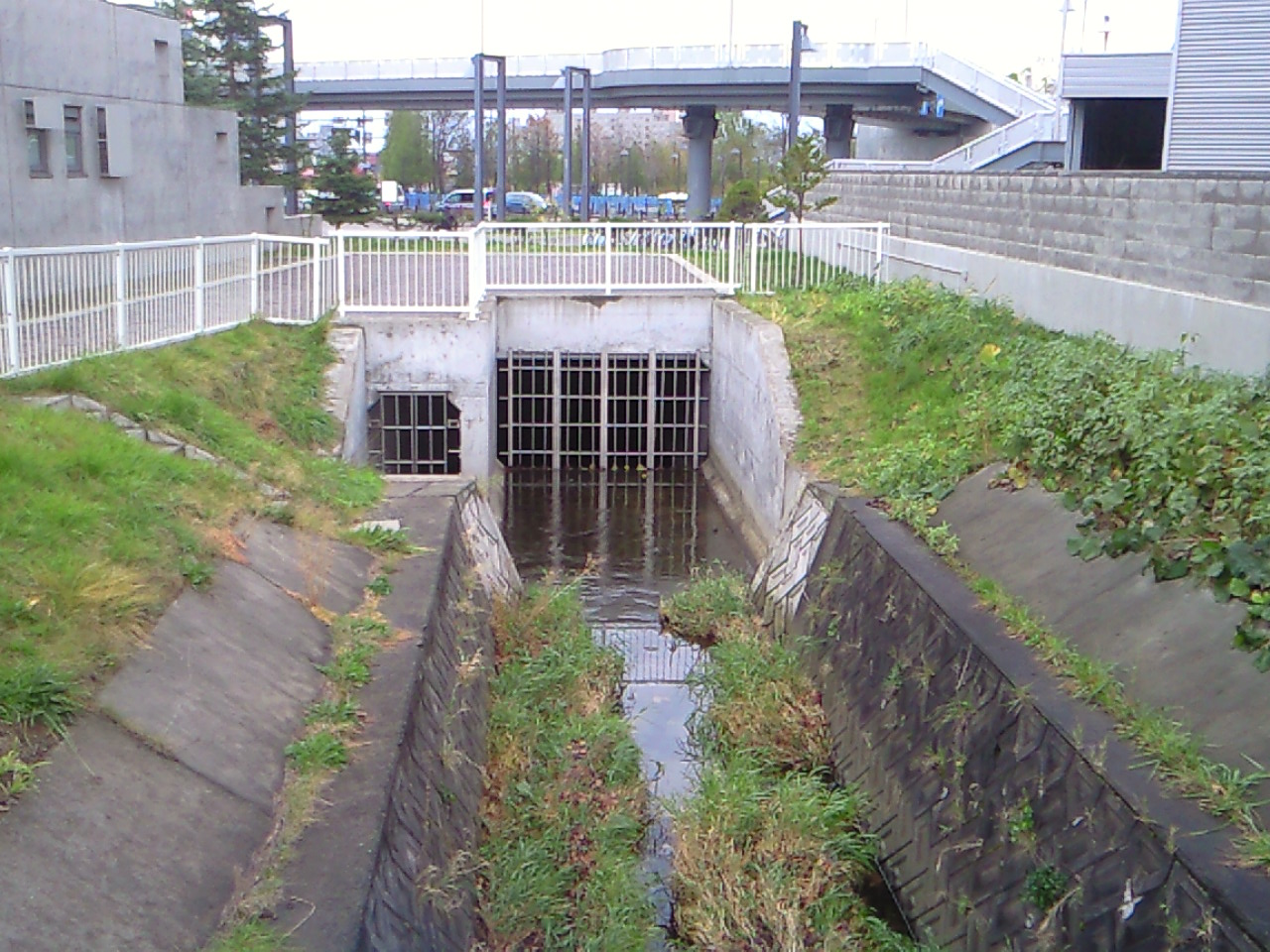
札幌ドーム前広場の暗渠（南羊7号橋、2008年10月28日撮影）